# إلياس باي ميراهوري
كان إلياس باي ميراهوري (بالأردية: امراہور الیاس بے، بالألبانية: Iljaz Bej Mirahori، بالإنجليزية: Iljaz Bej Mirahori، بالتركية: İmrahorlu İlyas Bey) قائدًا عسكريًا وحاكمًا ألبانياً عثمانياً، خدم السلطان بايزيد الثاني. أسس مدينة كورتشي في ألبانيا في القرن الخامس عشر, شارك في فتح القسطنطينية وبنى دير القديس يوحنا في ستوديوس هناك كمسجد.

## الترجمة الذاتية
وُلِد إلياس في باناريت (كورتشي)، منطقة كورتشه ودخل الخدمة الإنكشارية على الأرجح في عهد مراد الثاني. كان لديه ثلاثة أبناء.
كان واحداً من أكثر الرعايا ولاءً للإمبراطور الشاب محمد الثاني، وكرس حياته لخدمة الإمبراطور ضد إسكندر بك وقواته. في 1453، حصل خوجة إلياس على لقبميراهور (جنرال الفرسان) بسبب دوره في حصار القسطنطينية. لاحقاً حصل على لقبميراهور إيفيل (رئيس الجنرالات). بعد الفتح أصبح سنجق بكي لـكورتشي (الآن في ألبانيا). تحت قيادة محمد الثاني أسس وطور مدينة كورتشي كمركز ثقافي ومدينة حامية. قام ببناء أول مسجد فيها، وهو مسجد ميراهوري.
كان الإخوة فراشيري عبدول (1839-1892)، ونعيم (1846-1900)، وسامي (1850-1904) من نسل إلياس باي من خلال والدتهم. كما كتب سامي فراشيري في منشوراته عن جده إلياس بك.
تم تدمير مقبرته من قبل القوات اليونانية الغازية في 7 ديسمبر 1912.